# Anielin (powiat puławski)
Anielin – wieś w Polsce położona w województwie lubelskim, w powiecie puławskim, w gminie Puławy.
Położona jest na Równinie Kozienickiej.
W latach 1975–1998 miejscowość należała administracyjnie do województwa lubelskiego.
Wieś stanowi sołectwo gminy Puławy. Według Narodowego Spisu Powszechnego z roku 2011 wieś liczyła 115 mieszkańców.
Wierni Kościoła rzymskokatolickiego należą do parafii św. Józefa Oblubieńca w Zarzeczu.
Wedle Słownika Geograficznego Królestwa Polskiego (tom XV, wyd. 1900) Anielin był wsią w powiecie kozienickim, w gminie Góra puławska, parafii Oleksów. Liczyła wówczas 98 mieszkańców i mała powierzchnię 375 mórg.